# شركة الطاقة الألبانية
شركة الطاقة الألبانية (بالألبانية: Korporata Elektroenergjitike Shqiptare - KESH)‏ هي أكبر شركة منتجة للكهرباء في ألبانيا . تدير الشركة أهم محطات توليد الكهرباء في البلاد. وهي تشمل: محطات توليد الطاقة الكهرمائية ، مع قدرة طاقة مثبتة تبلغ 1350 ميجاوات ، و فلورا تي بي بي ، مع قدرة طاقة مثبتة تبلغ 98 ميجاوات. الشلال ، الذي بني على نهر درين ، هو الأكبر في منطقة البلقان من حيث القدرة المركبة ، وكذلك بحجم محطات الطاقة الكهرومائية.
من خلال تشغيل 79٪ من قدرة التوليد في البلاد ، توفر حوالي 70-75٪ من طلب العملاء على الكهرباء ، وتوفر الطاقة اللازمة لتغطية الخسائر في شبكة النقل ، بالإضافة إلى ضمان أمن الطاقة الألبانية النظام من خلال موازنة الطاقة والخدمات المساعدة. وهي مسؤولة أيضًا عن الإدارة والتشغيل السليم بالإضافة إلى ضمان السلامة الفنية والتشغيلية لمحطات الطاقة التي تعمل فيها.